# 五指湖国家森林
五指湖国家森林（英語：Finger Lakes National Forest）是一座美国国家森林，面积16,259英畝（65.80平方），位于纽约州的瑟內薩縣、斯凱勒縣，五指湖区的瑟內薩湖和卡尤加湖之间。它内有超过3030英里（48）阡陌交通的林间小路，通往各个山谷、沟壑、放牧場、疏林。